# Station Pobiedziska Letnisko
Station Pobiedziska Letnisko is een spoorwegstation in de Poolse plaats Pobiedziska.